# Kilpeck Castle
Kilpeck Castle är ett slott i Storbritannien.   Det ligger i grevskapet Herefordshire och riksdelen England, i den södra delen av landet, 190 km väster om huvudstaden London. Kilpeck Castle ligger 108 meter över havet.
Terrängen runt Kilpeck Castle är huvudsakligen platt, men söderut är den kuperad. Runt Kilpeck Castle är det ganska tätbefolkat, med 93 invånare per kvadratkilometer. Närmaste större samhälle är Hereford, 11,7 km nordost om Kilpeck Castle. Trakten runt Kilpeck Castle består till största delen av jordbruksmark.